# Athi-Galana-Sabaki

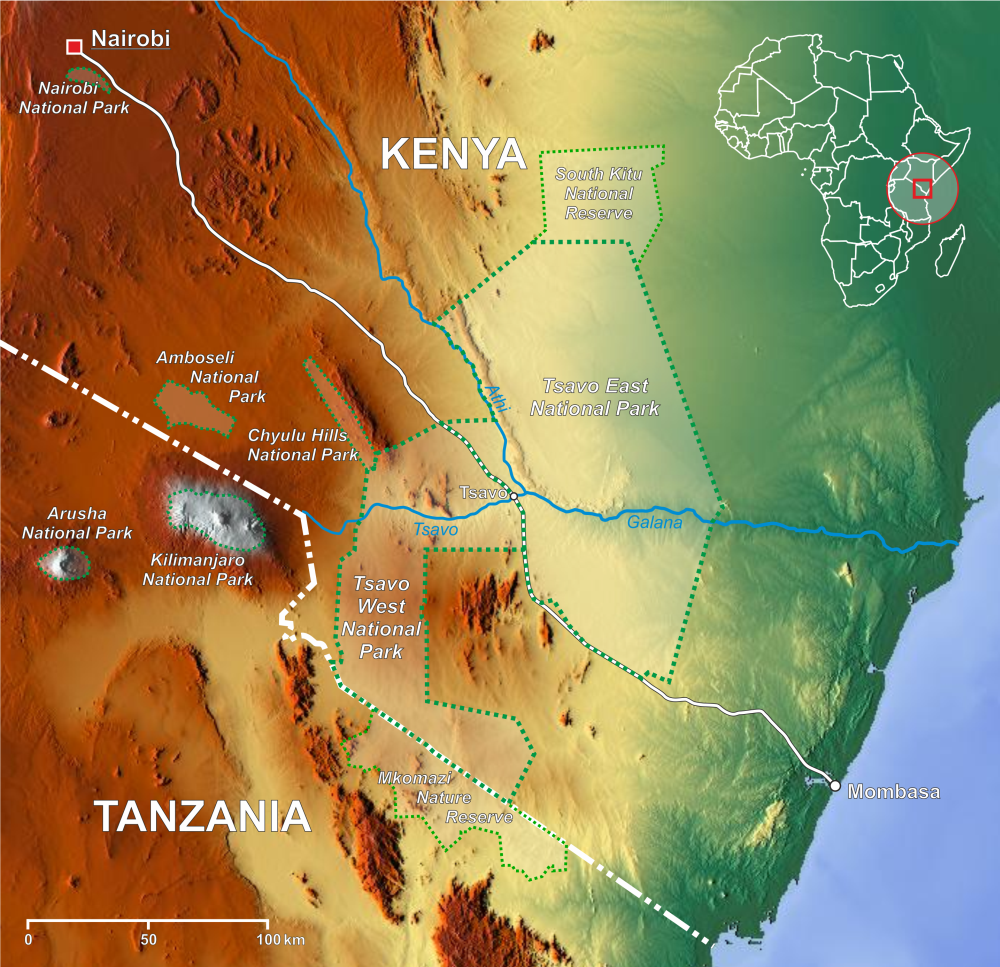
Az Athi-Galana-Sabaki folyórendszer.

Az Athi-Galana-Sabaki Kenya második leghosszabb folyója (a Tana után). a folyórendszer teljes hossza 390 kilométer, vízgyűjtő területe 70 ezer négyzetkilométer. Forrásánál a neve Athi, indiai-óceáni torkolata előtt Galana (illetve Sabaki néven is ismert).  
Keresztülfolyik a Kapote és az Athi síkságokon és Mavoko városon (más néven Athi-folyó város), majd északkelet felé fordul és találkozik a Nairobi-folyóval. Thika közelében alkotja a Tizennégy vízesést, majd dél-délkelet felé fordul a Yatta-fennsík mentén, amely keletről elzárja a vízgyűjtőjét. A felső szakaszon sok vízfolyás ömlik bele, de szinbte egyetlen mellékfolyója a Tsavo-folyó, amely a Kilimandzsáró keleti oldaláról tart felé. Torkolata után a folyó kelet felé fordul, és Sabaki, vagy galama néven ismert alsó szakaszán a külső fennsík terméketlen, kvarcos talajú területein halad keresztül. A völgy egyes részei alacsonyan fekvők és síkok, erdő és bozót fedi, és tavak és holtágak tarkítják őket, melyek az esők idején összekötődnek a folyóval. Az esős évszakban a folyó helyenként tíz métert is emelkedik, mély és erős sodrásúvá és zavaros sárga színűvé válik. A hajózás számára akadályt képeznek a Lugard-zúgók. A folyó tovább tart kelet felé, és Malindi várostól 10 kilométerre északra az óceánba ömlik.

## Galéria

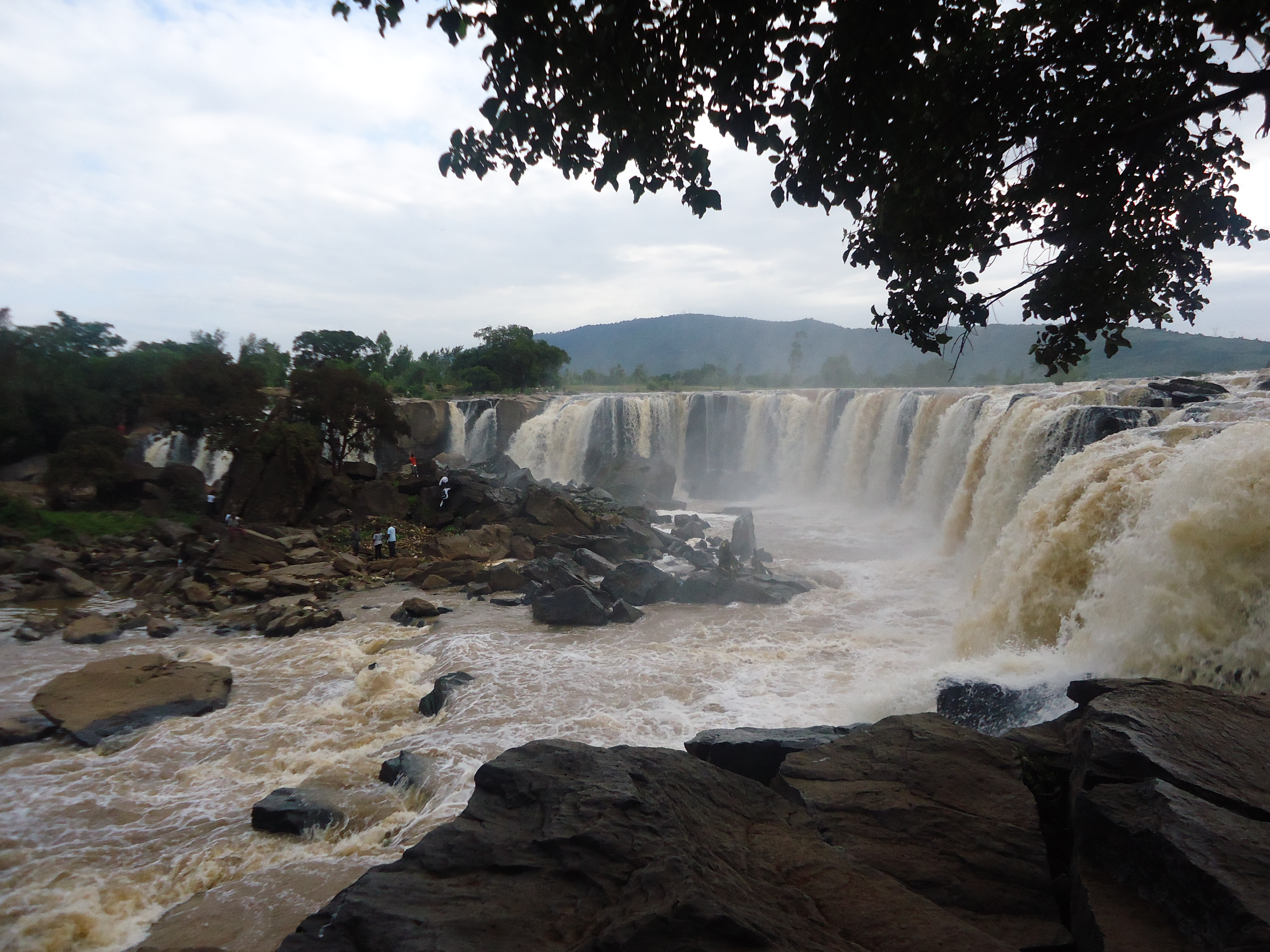
A Tizennégy vízesés Thika közelében
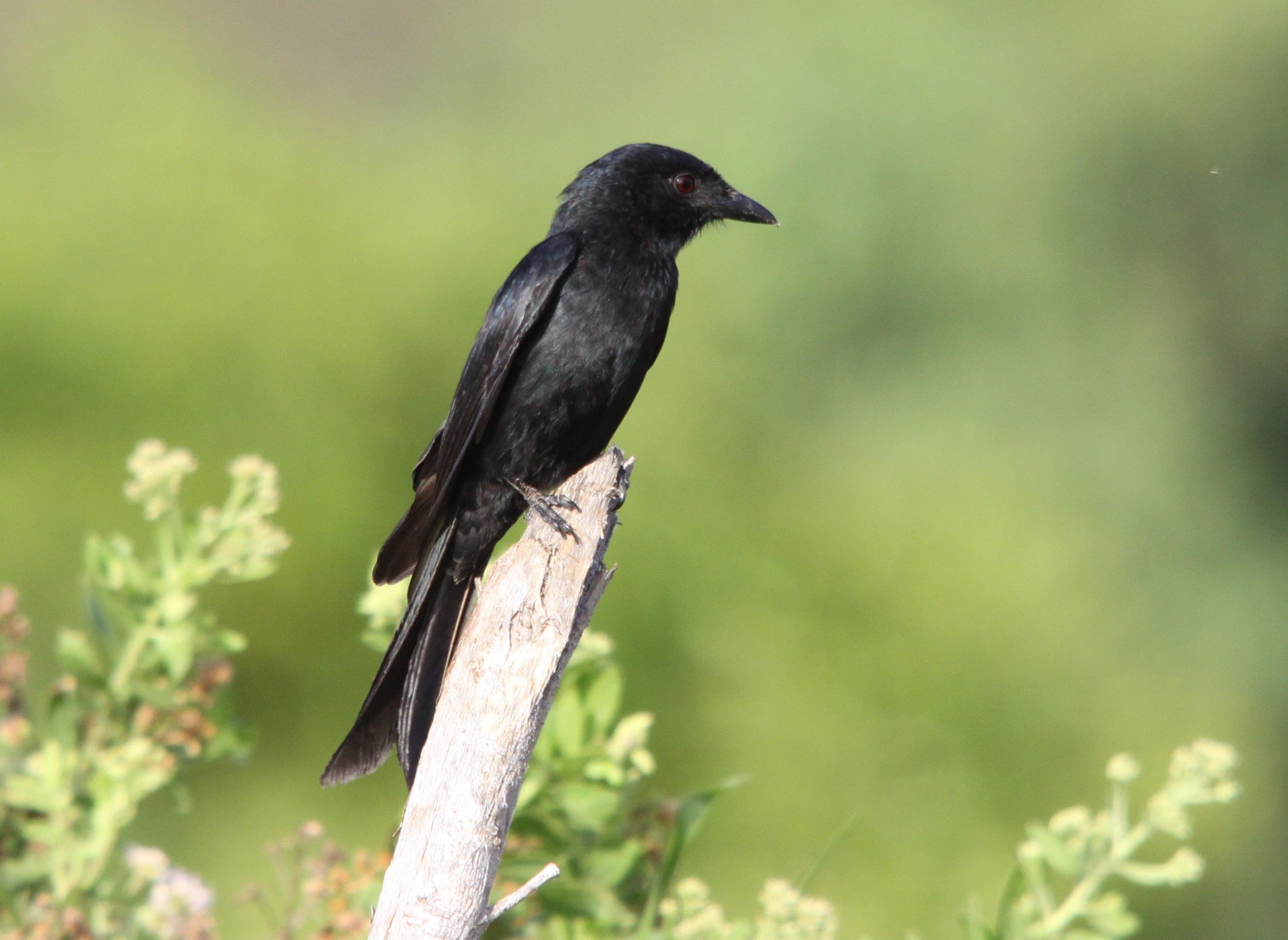
Drongó a Sabaka folyónál

## Fordítás
Ez a szócikk részben vagy egészben  az   Athi-Galana-Sabaki River című angol Wikipédia-szócikk ezen változatának fordításán alapul.  Az eredeti cikk szerkesztőit annak laptörténete sorolja fel. Ez a jelzés csupán a megfogalmazás eredetét és a szerzői jogokat jelzi, nem szolgál a cikkben szereplő információk forrásmegjelöléseként.